# GSP Bigfoot 1
GSP Bigfoot 1 – трубоукладальне судно румунської компанії Grup Servicii Petroliere (GSP).

## Загальні відомості
Корпус баржі спорудили у 2006-му в Китаї, а в 2009 – 2010 роках на верфі GSP у Констанці провели його переобладнання у трубоукладальне судно.
GSP Bigfoot 1 має робочу палубу площею 5670 м2, розраховану на навантаження у 15 тон/м2. На баржі встановлено кран вантажопідйомністю до 400 тон. Судно здатне прокладати трубопроводи з діаметром від 150 мм до 1500 мм.
Забезпечення енергією провадиться 4 двигунами Wartsila 7L32 потужністю по 3,5 МВт та 5 генераторними установками Caterpillar 3512B по 1,17 МВт.
В 2015-му GSP Bigfoot 1 пройшло модернізацію зі встановленням системи динамічного позиціонування DP2.
На борту забезпечується проживання 240 осіб, з яких 40 відносяться до екіпажу судна.
Доставка людей та вантажів може здійснюватись за допомогою майданчику для гелікоптерів, здатного приймати машини Sikorsky S-16N та Sikorsky S-92.

## Служба судна
Навесні 2010-го GSP Bigfoot 1 задіяли у облаштуванні газового родовища Акчакоча, розташованого у турецькому секторі Чорного моря. Тут судно спорудило газопровід-перемичку довжиною 7 км та діаметром 300 мм між місцем майбутнього розташування видобувної платформи та газопроводом Аязлі – Чаягзі, прокладеним раніше в межах розробки інших родовищ Південно-Акчакочинського суббасейну.
Того ж 2010-го GSP Bigfoot 1 проклало два газопроводи у болгарському секторі моря, між освоєними за допомогою підводних фонтанних арматур свердловинами Kavarna-2 та Kaliakra-2 (на родовищах Каварна та Каліакра відповідно) та видобувною платформою родовища Галата (була сполучена з суходолом в середині 2000-х). Довжина газопроводу від Каварна становила 8,5 км при діаметрів 150 мм, від Каліакра – 14,5 км при діаметрів 250 мм.
Ще одним завданням для GSP Bigfoot 1 стало прокладання російського газопроводу Джубга – Сочі, введеного в експлуатацію у 2011 році. Цей трубопровід діаметром 530 мм має офшорну ділянку довжиною 160 км, яка проходить по дну Чорного моря приблизно за 4,5 км від узбережжя на глибинах до 80 метрів (можливо відзначити, що окрім GSP Bigfoot 1 тут також діяла трубоукладальна баржа C Master, яка зазвичай працює над іранськими проектами у Перській затоці).
В 2013-му GSP Bigfoot 1 знову діяло у болгарському секторі, де сполучило фонтанну арматуру свердловини Kaliakra-1 з існуючим газопроводом від Kaliakra-2 до платформи Галата.
У березні 2021-го відбулась операція зі встановлення опорної основи (джекету) платформи румунського родовища Ана. Цю конструкцію змонтував плавучий кран великої вантажопідйомності GSP Neptun при сприянні GSP Bigfoot 1 та судна забезпечення водолазних операцій GSP Falcon. У вересні того ж року GSP Bigfoot 1 допомагало у монтажі надбудови (топсайду) цієї платформи. Планується, що саме GSP Bigfoot 1 спорудить трубопровід Ана – Мідія.